# Die Kreuzlschreiber
Die Kreuzlschreiber ist ein Tobis-Film und entstand unter der Regie von Eduard von Borsody nach Motiven des Volksstücks Die Kreuzelschreiber von Ludwig Anzengruber aus dem Jahr 1872.

## Handlung
Der Großbauer von Grundldorf will erreichen, dass die geplante neue Bahnlinie durch sein Dorf gebaut wird und nicht durch das nahe gelegene Zwentdorf. So kommt er nach Zwentdorf und überredet die analphabetischen Bauern, ihr „Kreuzl“ unter die vorgefertigte Petition zu setzen, mit der sie jede bauliche Veränderung in der Gegend strikt ablehnen.
Als die Frauen der Zwentdorfer Bauern erfahren, dass ihre Männer vom Grundldorfer hereingelegt worden sind, treten sie in Ehestreik. Dieser endet erst, als die Bahnstrecke doch noch durch Zwentdorf gebaut wird.

## Sonstiges
Der Film, der 1944 in Kärnten gedreht wurde, ist ein sogenannter Überläufer. Das heißt, er wurde am Ende des Krieges und des Dritten Reiches nicht mehr fertig. Bei Kriegsende war der Film in der Musiksynchronisation. Die Fertigstellung erfolgte nach dem Krieg durch die DEFA in Ost-Berlin. Seine Freigabe zur öffentlichen Vorführung durch die sowjetische Filmkontrolle erfolgte im Februar 1950. Die Uraufführung war am 7. April 1950 in Ost-Berlin (Bundesrepublik 1951).
Abgesehen vom Motiv des Ehestreiks hat Die Kreuzlschreiber mit Anzengrubers Theaterstück wenig zu tun. Bei Anzengruber werden die Frauen vom Dorfpfarrer zum Ehestreik aufgefordert, weil ihre Männer eine Resolution zugunsten eines papstkritischen Theologen unterzeichnen wollen. Wie für Überläufer typisch, ignoriert der Film die Situation der letzten Kriegsjahre völlig.

## Kritiken
„Behäbiges Lustspiel nach dem gleichnamigen Volksstück.“